# Rebelia północno-zachodnia

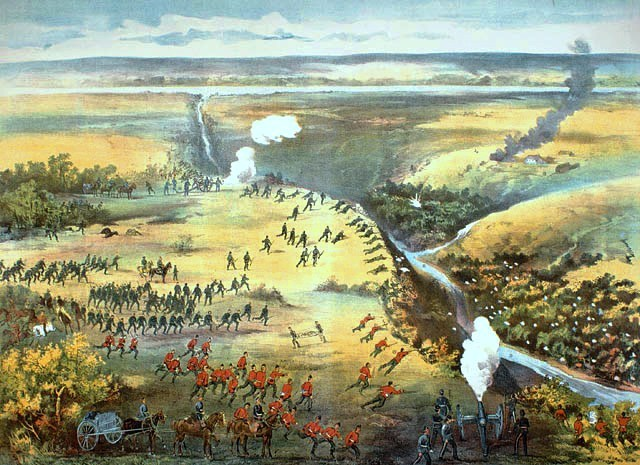
Bitwa pod Fish Creek

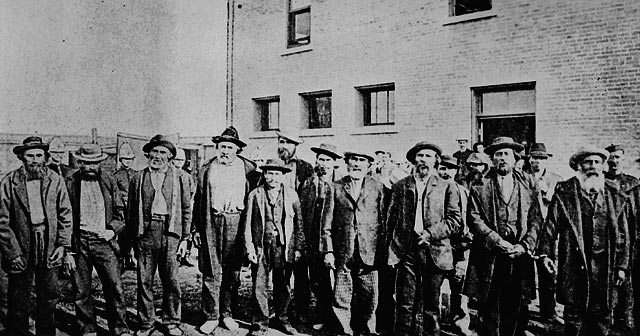
Rebelianci w niewoli

Rebelia północno-zachodnia – bunt Metysów w Kanadzie w 1885 roku.
Po utworzeniu Manitoby i spacyfikowaniu rebelii nad Red River większość Metysów przeniosła się na zachód do dzisiejszego Saskatchewan, gdzie dalej mogli prowadzić życie wolnych osiedleńców. Jednakże w piętnaście lat później historia zaczęła się powtarzać. Intensywny napływ emigrantów przesunął granice osadnictwa. W granicach osiedli metyskich zaczęli się pojawiać rządowi geodeci i oddziały Kanadyjskiej Królewskiej Policji Konnej. Wytyczanie nowych działek powodowało wśród Metysów poczucie zagrożenia. Metysi uzyskali także poparcie części Indian, którzy obawiali się utraty swych terenów. W ten sposób zrodziła się druga z kolei rebelia Metysów.
Początkowo zbuntowani Metysi próbowali działań pokojowych. Mieli nadzieję, że podobnie jak w 1870, po zakończeniu poprzedniej rebelii, uda się uzyskać polubowne rozwiązanie. Metysi przywołali swego dawnego przywódcę Louisa Riela. Jednak próby wymuszenia na rządzie federalnym ustępstw nie powiodły się. Rząd federalny był w dużo korzystniejszej sytuacji, niż piętnaście lat wcześniej. Dysponował armią, sprawnie działającą policją oraz poparciem niemetyskiej ludności preryjnych osiedli.
26 marca 1885 Gabriel Dumont zaatakował i pokonał oddział Policji Konnej wspieranej przez miejscową milicję pod Duck Lake. Od tego momentu nie było już możliwości powrotu do negocjacji. Rebelia weszła w fazę militarną. Odpowiedzią na metyski atak było wysłanie trzytysięcznego oddziału regularnego wojska pod dowództwem generała Fredericka Middletona. Wspierany przez 2000 miejscowej milicji Middleton nie zdołał pokonać powstańców pod Fish Creek 24 kwietnia. Niepowodzeniem zakończyły się także próby pacyfikacji oddziałów indiańskich i metyskich w kilku kolejnych starciach. Dopiero atak na Batoche skończył się pełnym powodzeniem. Po krótkiej walce, gdy broniącym się skończyła się amunicja, zdobyte zostały ich szańce. Cała metyska armia powstańcza poddała się. Pojmano także przywódców metyskich i indiańskich. Wodzowie Poundmaker i Big Bear zostali uwięzieni. Ośmiu innych przywódców indiańskich powieszono. Przywódca rebelii Louis Riel stanął przed sądem oskarżony o zdradę stanu i skazany został na śmierć. Wyrok wykonano.
Rebelia północno-zachodnia była ostatnim aktem zbrojnego oporu Metysów w Kanadzie.